# Bélgica en los Juegos Europeos de Minsk 2019
Bélgica participó en los Juegos Europeos de Minsk 2019. Responsable del equipo nacional fue el Comité Olímpico Interfederal Belga.
El portador de la bandera en la ceremonia de apertura fue el judoka Toma Nikiforov.

## Medallistas
El equipo de Bélgica obtuvo las siguientes medallas:
| Nombre                                                 | Deporte             | Competición                 |
| ------------------------------------------------------ | ------------------- | --------------------------- |
| Oro                                                    |                     |                             |
| Charlotte Van Royen Talia De Troyer Britt Vanderdonckt | Gimnasia acrobática | Grupo – Dinámico F          |
| Charlotte Van Royen Talia De Troyer Britt Vanderdonckt | Gimnasia acrobática | Grupo – Concurso completo F |
| Nina Derwael                                           | Gimnasia artística  | Barra F                     |
| Matthias Casse                                         | Judo                | –81 kg                      |
| Plata                                                  |                     |                             |
| Charlotte Van Royen Talia De Troyer Britt Vanderdonckt | Gimnasia acrobática | Grupo – Balance F           |
| Bronce                                                 |                     |                             |
| Jorre Verstraeten                                      | Judo                | –60 kg M                    |